# سان سکوندو دی پینرولو
سان سکوندو دی پینرولو (به ایتالیایی: San Secondo di Pinerolo) یک کومونه در ایتالیا است که در استان تورین واقع شده‌است. سان سکوندو دی پینرولو ۱۲٫۶ کیلومتر مربع مساحت و ۳٬۶۱۵ نفر جمعیت دارد و ۴۱۳ متر بالاتر از سطح دریا واقع شده‌است.